# Kiril Metkov
Kiril Metkov (Bulgària, 1 de febrer de 1965) és un futbolista búlgar que va disputar 9 partits amb la selecció de Bulgària.

## Estadístiques
| Selecció de Bulgària | Selecció de Bulgària | Selecció de Bulgària |
| Anys                 | Partits              | Gols                 |
| -------------------- | -------------------- | -------------------- |
| 1989                 | 1                    | 0                    |
| 1990                 | 0                    | 0                    |
| 1991                 | 3                    | 0                    |
| 1992                 | 2                    | 0                    |
| 1993                 | 3                    | 0                    |
| Total                | 9                    | 0                    |